# Vladimir Martynenko
Pour les articles homonymes, voir Martynenko.
 (mars 2012).
Si vous disposez d'ouvrages ou d'articles de référence ou si vous connaissez des sites web de qualité traitant du thème abordé ici, merci de compléter l'article en donnant les références utiles à sa vérifiabilité et en les liant à la section « Notes et références ».
Vladimir Vladimirovitch Маrtynenko (en russe : Владимир Владимирович Мартыненко), né le 24 mars 1957 à Kiev en Ukraine, est un sociologue, politologue, économiste, docteur en sciences politiques et universitaire russe.
Il est actuellement chercheur senior à l’Institut de recherches sociales et politiques, établissement de recherche relevant de l’Académie des sciences de Russie (ISPI RAN).
Son domaine de recherche est la sociologie appliquée à l’économie et à la politique. Il étudie par exemple les rapports financiers et bancaires comme facteur structurant de la société. Il a procédé à une analyse critique du marxisme et de la vulgarisation des théories économiques libérales.

## Acquis principaux
Il a étudié les contradictions en philosophie et en sociologie appliquées à la politique au travers de la réalité sociale et politique d’aujourd’hui. Il a mis au jour les faiblesses conceptuelles inhérentes aux différentes théories d’évolution de la société. Il a forgé de nouveaux concepts en ontologie et en épistémologie sociales, et a fondé également une nouvelle méthode de recherche concernant l’État, la société civile, l’histoire des formes d’organisation de la société, leur transposition en politique et les perspectives d’évolution pour la société.
Il a ouvert de nouvelles pistes dans les recherches transversales telles que la sociologie de la politique monétaire et du pouvoir monétaire ou la sociologie des rapports financiers et bancaires en relation avec la politique. Il a fondé une théorie du développement des rapports juridiques et sociaux selon une logique bancaire. Il a forgé une nouvelle conception de l’argent, considéré comme une catégorie du droit social. Il a imaginé une rupture du monopole de l’émission monétaire et ses conséquences sociales et politiques.
Il a revu le concept de la sécurité sociale en la considérant comme une composante de base du système social public : il a appuyé sur son importance pour réduire les risques de fracture sociale, pour élargir des rapports sociaux de type bancaire et pour assurer un développement socio-économique équilibré.

## Travaux effectués
Les monographies «Social science of monetary and financial relations» (2004) et  «Unknown policy of the bank of Russia» (2004) présentent une nouvelle approche pour l’analyse des caractéristiques essentielles de l’argent et celle de l’évolution des moyens de paiement. Un nouveau concept de politique monétaire, à la fois soucieuse d’assurer la stabilité monétaire et bancaire, mais aussi tenant compte des besoins sociaux, y est proposé. Sur un fondement théorique, des mesures concrètes sont suggérées pour faire évoluer le rôle du pouvoir monétaire dans le système de répartition du pouvoir: elles se veulent prémices du développement d’une véritable société civile pour surmonter les contradictions inhérentes à la démocratie dans les régimes politiques.
Par ailleurs, la monographie «Unknown policy of the bank of Russia» (2004) apporte une analyse approfondie des objectifs et des méthodes utilisées dans la politique monétaire et bancaire mise en œuvre en Russie depuis le début des années 1990 avec ses conséquences socio-économiques et politiques. La critique de l’auteur porte sur l’activité, mais aussi sur l’idéologie de la Banque centrale et du gouvernement de la fédération de Russie dans le domaine monétaire. L’auteur fait ressortir les obstacles à surmonter pour créer un système bancaire efficace, tout en relevant les rapports difficiles entre la Banque centrale et les banques commerciales. Selon l’auteur, l’émission monétaire devrait être assurée par la Banque centrale sans aucune garantie de type administratif. Dans le nouveau système, la masse monétaire émise par la Banque centrale servirait elle-même de garantie à l’émission monétaire réalisée par les banques commerciales sous forme de crédits, un dispositif de refinancement et d’assurance des dépôts étant à créer. Quant à l’émission monétaire par la Banque centrale, elle aurait pour but essentiellement de garantir les engagements courants des banques commerciales envers les bénéficiaires des crédits et les titulaires des dépôts.
La monographie «Ideology against economics» (2005) marque une étape importante. Elle présente une ébauche de méthodologie pour déterminer les indicateurs sociaux permettant de mesurer l’évolution de la politique d’État, qui, sociale au départ, devient anti-économique. Elle conduit ainsi à la perte des ressources internes et à l’incapacité, pour le système politique, de se réformer.
La monographie «The caldera of state power» (2005) représente un acquis de taille. L’auteur examine ici la nature de l’État, sa double fonction et la législation avec les contradictions inhérentes à chaque catégorie étudiée. Cet ouvrage apporte une méthode pour évaluer les décisions majeures prises par le pouvoir central avec leurs principales conséquences sur le plan de la cohérence avec les besoins sociaux objectifs ou de développement socio-économique équilibré. Cette publication présente les résultats d’une recherche fondamentale sur les problèmes théoriques et pratiques liés aux interactions entre le monde politique et la société civile, y compris les aspects politiques, économiques et sociaux des rapports financiers et bancaires. Elle développe le concept des quatre pouvoirs: exécutif, législatif, judiciaire et « monétaire » avec les recommandations pratiques pour optimiser le système. Une place particulière est accordée à l’analyse des contradictions inhérentes à l’approche marxiste.
Les concepts ci-dessus et l’argumentaire de fond en faveur des recommandations énoncées ont été approfondis dans les ouvrages: «Social epistemology and policy» (2008), «Social matrix of political knowledge» (2008) et «Civil society: from the political speculation ideological mist to a social knowledge and conscious choice» (2008). Ils présentent, en détail, les nouvelles orientations transversales proposées pour les recherches sociales, et justifient la nécessité de les approfondir par des recherches ciblées. Ils font émerger une théorie fondée sur une approche bancaire du développement des droits sociaux et du système de la sécurité sociale, tout en mettant en exergue l’esprit social du pouvoir monétaire et de l’émission monétaire. L’auteur propose un nouveau concept social de l’argent comme facteur majeur de développement des droits et devoirs dans la société. La signification sociale et politique de l’évolution historique des moyens de paiement est expliquée. Une nouvelle politique sociale et une nouvelle stratégie de sécurité sociale émergent avec leurs objectifs, les méthodes de leur mise en œuvre et leur rôle: assurer un développement socio-économique équilibré à travers un dispositif susceptible de protéger la société contre toute fracture. Les raisons de l’évolution des concepts sociologiques et politiques de la société civile sont éclairées, ainsi que celles de l’intérêt croissant des scientifiques et du public pour la société civile.
Dans la recherche des solutions aux problèmes conceptuels en politologie et en sociologie, la monographie «Fundamentals and specifics of a political science» (2010) apparaît comme particulièrement utile: elle examine l’héritage philosophique, sociologique et économique applicable à la politique, mais aussi l’héritage sociologique en général. Des orientations de base et une méthode de recherche sont proposées pour des études transversales en politologie.